# Prestea
Prestea ist eine Stadt im westafrikanischen Staat Ghana, in der Verwaltungsregion Western Region im Südwesten des Landes und etwa 50 km nördlich der Küste des Atlantischen Ozeans am westlichen Ufer des Flusses Ankobra gelegen. Die Stadt gehört zum Wassa West District. Eine Eisenbahnlinie verbindet Prestea mit Tarkwa und darüber hinaus mit der Küstenstadt Sekondi-Takoradi. Etwa 30.000 Menschen leben in der Stadt.

## Rohstoffe
Seit 1873 wird in Prestea der Abbau der Goldvorkommen betrieben, bis 1965 von verschiedenen unabhängigen Unternehmen, die zu diesem Zeitpunkt von der Regierung vereint wurden. Die Weltbank gewährte 1985 einen Kredit zur Sanierung, doch nach drei Jahren kontinuierlicher Verluste wurden die Minen 1994 privatisiert. Seit 1999 liegen die Abbaurechte mehrheitlich beim Unternehmen Golden Stars Resources. Durch den Tagebau bedingt sind Umweltprobleme, wie das Lagern des Abraums in der Nähe des Krankenhauses oder die Verseuchung des Flusses durch giftige Abwässer, wie im Oktober 2004 geschehen. Durch die von den Detonationen verursachten Erschütterungen entstanden Schäden an den Gebäuden der Stadt.

## Tourismus
Die Goldminen sind touristischer Anziehungspunkt unter anderem wegen der Schmelzerei, in der das Gold zu Barren eingeschmolzen wird sowie zweier Tennisplätze und einem 18-Loch-Golfplatz.

## Bildung
Der weiterführenden Bildung dient die Prestea Senior High Technical School. Außerdem gibt es die Prestea Goldfields International School.

## Vereine und Soziales
In den Jahren 2002 und 2003 spielte der lokale Fußballverein Prestea Mines Stars in der höchsten ghanaischen Spielklasse Ghana Premier League. Das Stadion wurde mit finanzieller Unterstützung der Bogoso Gold Limited renoviert.
Eine Partnerschaft verbindet Prestea und die Protestantischen Kirchengemeinden Billigheim-Ingenheim.

## Persönlichkeiten
- Deborah Acquah (* 1996), Leichtathletin